# Pepe Yáñez
Pepe Yáñez (Sevilla, 15 de agosto de 1964) es un pintor español.

## Biografía
Tras una primera etapa como restaurador de bienes culturales, a partir de 1992 inicia su trayectoria como creador plástico. Se forma como artista en Sevilla y Nueva York, y realiza cursos de especialización en la Facultad de Bellas Artes Santa Isabel de Hungría de Sevilla, con el I.C.R de Roma y el Instituto Andaluz de Patrimonio Histórico, y en el Snug Harbor Cultural Center de Nueva York, donde comienza a exponer en 1993. Su obra está presente, entre otras, en la colección Union des Banques Suisses (UBS), el Centro de Estudios Andaluces, Consejería de Presidencia, (Junta de Andalucía), la Fundación VMO de Sevilla o la GANAS Foundation de Staten Island, New York.
- Datos: Q6071857